# Mendoncia peruviana
Mendoncia peruviana är en akantusväxtart som beskrevs av Emery Clarence Leonard. Mendoncia peruviana ingår i släktet Mendoncia och familjen akantusväxter. Inga underarter finns listade i Catalogue of Life.